# Čínská filozofie
Čínská filozofie je jedna z nejvýznamnějších a nejbohatších národních filozofií tvořící východní filozofii.
Představuje charakteristický celek podobně jako západní filozofie. Původně se zabývala především otázkami společenského života a problémy pořádku ve společnosti.
Čínský filozof se nepokouší podat úplný a bezchybný systém světového názoru, ve kterém by všechny vztahy a skutečnosti viditelného i neviditelného světa našly jednoznačné vysvětlení. Myšlení čínského filozofa se neomezuje pouze na poznání, protože to co nám nabízí, jsou poukazy na bezprostřední přežívání vyšší roviny skutečností, než je ta rovina, na které se lidé ve svém myšlení zpravidla pohybují.
Čínskému mysliteli nejde o to, aby jen uspořádal myšlenky lidského rozumu, tj. aby jich co nejvíce uspořádal a tam, kde se vyskytují neřešitelné protiklady, je kriticky přezkoumal a zkorigoval, ale o to, aby posunul celé myšlení člověka o stupeň níže, k bezprostřednímu styku s pravými světovými souvislostmi tak, aby myšlení přešlo do nazírání, a dále do přežívání a odtud rozhodně ovlivnilo celý život. Takovým myslitelem je např. Lao-c'.

## Úvod do čínské filozofie
Čína je svou rozlohou, počtem obyvatel a rozmanitostí klimatických podmínek srovnatelná spíše s celým evropským světadílem, než s jednotlivými státy. Při odhalování tajemství čínské filozofie si je tento určující faktor potřeba uvědomit a společně s ním ještě další dva. Druhý je kulturní úroveň čínské civilizace a třetím je fenomén čínského jazyka a písma.
Kulturní úroveň čínské civilizace provází mimořádný a dlouhodobý vývoj v několika tisíciletích. Zaznamenané dějiny Číny sahají k císařům až třetího tisíciletí př. n. l. Tradice těmto vládcům připisují objev písma, instituce manželství, vytvoření hudby a jiné kulturní činy zásadního významu. Číňané byli též skvělými zemědělci, věděli jak regulovat toky řek. A byli to rovněž staří Číňané, kteří se proslavili vynálezy porcelánu, střelného prachu, kompasu a papírových peněz. Kulturní úroveň čínské civilizace byla na tak vysoké úrovni i díky vynikající organizaci společnosti a státu, a určitě svým dílem přispělo rovněž rozvinuté výtvarné umění, keramika a také literatura v podobě čínské lyrické poezie.
Čínský jazyk a písmo jsou vzhledem k evropským jazykům skutečným fenoménem. Vyžadují si zvláštní pozornost, protože pouze v konturách jejich vnitřní struktury je možné pochopit, proč čínské filozofii nedominovala logika antického typu.
Čínština je jednoslabičným jazykem. To znamená, že disponuje ve své slovní zásobě jen jednoslabičnými slovy, která nepodléhají ani časování, ani skloňování. Pokud je počet slabik omezený, význam slova závisí na přízvuku a nepochybně také na kontextu. Na kontextu dokonce závisí i určení slovního druhu. Čínština totiž v praktickém souvětí nerozlišuje slovní druh. Vědecká logika, tak jak byla rozpracována v antickém Řecku a západním světě, a která existuje v úzkém propojení s gramatikou indoevropských jazyků rozlišující předmět a podmět, tak v čínských podmínkách nemohla vzniknout. Rovněž rozdílná jazyková struktura komplikuje zapisování abstraktních filozofických pojmů, ale i přesto má čínská filozofie svá vlastní, pestrá specifika.

## Chronologické rozlišení čínské filozofie
1. starověká čínská filozofie (6.–2. století př. n. l.)
2. středověká čínská filozofie (2. století př. n. l. – 1000 n. l.)
3. neokonfucianismus (1000 – současnost)
4. období v současné Číně po roce 1911

## Starověká čínská filozofie

### Konfucius
Konfucius (551 – 479 př. n. l.) je latinizovaná podoba jména Kchung-fu-c’, což v překladu znamená Mistr z rodu Kchung. Jedná se pravděpodobně o nejvlivnějšího čínského filozofa vůbec, jehož vliv na čínskou kulturu, ale i na celou východní Asii je zásadní.
Konfucius již ve svém mládí zřídil ve svém domě školu, kde žáky vyučoval dějiny, básnické umění a formy slušného chování. Během svého života se věnoval vydávání písemných památek a sepisování kroniky své rodné země Lu. Pověst o jeho mravní ctnosti mu umožnila zastávat úřad ministra spravedlnosti.
Konfucius zemřel zklamaný, že se jeho myšlenky neujaly u čínských vládců a netušil, jaký trvalý úspěch jeho myšlenky teprve čeká.

#### Písemnictví konfucianismu
Konfucianismus uznává autoritu devíti klasických knih, které rozdělujeme na:
1. pět kanonických knih
2. čtyři klasické knihy

Autorem čtyř kanonických knih je sám Konfucius, pátou pak sepsali jeho žáci. Čtyři klasické knihy vycházejí z učení Konfucia a obsahují učení mistrových nejvýznamnějších žáků.
Filozoficky nejvýznamnější z nich je Kniha proměn. Je to zřejmě nejstarší zachovaný filozofický dokument vůbec. Konfucius v něm sepsal učení dávných císařských dob a přidal vlastní komentář. Jádrem Knihy proměn je učení o osmi trigramech - znaků složených ze tří plných anebo přerušovaných čar. Základní osou trigramů označuje různé přírodní síly, které symbolizují rozmanitý význam v lidském životě (síla, rozkoš, sláva, energie, pronikání, nebezpečí, únava a poddajnost). Číňané Knihu proměn používají i jako výklad budoucnosti a chápou ji jako kompendium nejhlubších pravd.
Dalšími kanonickými knihami jsou:
1. Kniha písní
2. Kniha listin
3. Jaro a podzim (kronika státu Lu pro roky 722–480 př. n. l.)
4. Knihy zvyků (etické předpisy, mravy a zvyky)

Vlastními klasickými knihami jsou:
1. Hovory (zápis ústně tradovaných Konfuciových myšlenek)
2. Velké učení (autentické Konfuciovy výroky)
3. Učení středu (v jeho etice je postulovaná zásada, která se principiálně shoduje s kategorickým imperativem Immanuela Kanta)
4. kniha Konfuciova žáka Mencia

#### Konfuciova filozofie
Konfucius je ve své filozofii primárně zaměřený na člověka a jeho praktický život. Nevěnuje se logice ani metafyzice. V oblasti metafyzických problémů (například v otázce posmrtného života) se myslitel projevuje jako agnostik.
Na prvním místě stojí blaho lidu. Tomu je podřízená celá Konfuciova sbírka zásad chování a mravních příkazů. Jako mravní ideál vidí Konfucius ne asketického světce, ale člověka, který získal pravou životní moudrost. Je to člověk ctnostný, poctivý, upřímný, schopný formovat sebe sama. Vnitřní a vnější stránka jeho osobnosti jsou v rovnováze. Za dokonalou ctnost přitom Konfucius považuje lásku k bližnímu podpořenou zlatým pravidlem: „Co nechceš, aby druzí činili tobě, nečiň ty jim.“ Tím se konfuciánská etika stává příbuznou etice křesťanství.
Mravního ideálu může dosáhnout jakýkoliv ušlechtilý člověk (tun-c’), který se jím stává, když dodržuje li - normy chování založené na vzájemné lásce, spravedlnosti, moudrosti, mravnosti a upřímnosti. K jejich dodržování se vede výchovou a sebezdokonalováním, vždy však nenásilně. Svým vlastním úsilím a činností může člověk utvářet svůj osud.
Konfucius žil v době mravního rozvratu a vnášení relativity do morálky a tradic, a proto vyzýval lidi, aby se vrátili ke kultuře svých předků. Kult minulosti je výraznou myšlenkou jeho světonázoru. Morálním a politickým ideálem je „ušlechtilý blahodárný muž.“ Vztah vládců ke svému lidu Konfucius postavil na příkladnosti. Vládce má být mravním ideálem - vzorem pro lid, který nesmí vládnout despoticky. Když bude vládce spravedlivý, lid bude poslušný. Lid však má být lidem, který se poslušně vládcovi poddává. Zde je možno postřehnout Konfuciovy snahy o filozofické podchycení uspořádání čínských států. Konfucius se ve své sociální a politické filozofii nevyhnul ani názorům na čínský pedagogický systém. Jeho myšlenky ovlivnily čínské školství na celá následující století. Zdůrazňuje v nich výchovu ne k vědomostem, ale výchovu k uměleckému cítění - zejména pak k hudbě. A samozřejmě podpořil i výchovu ke slušnosti a mravnosti, protože ty považoval za základ pro život v míru, poctivosti a blahobytu.
Konfucianismus jako takový vyjadřuje zájmy feudálních pánů, kteří se snažili předejít sociálním otřesům společnosti. Po působení velkých Konfuciových žáků se na přelomě tisíciletí konfucianismus transformoval na náboženství.

#### Konfuciův žák Mencius
Meng-c’ (371 – 289 př. n. l.; latinizovaná forma Mencius) je nejvýznamnější žák Konfucia, respektive učenec konfucianismu. Vycházel z nauky svého mistra, avšak rozešel se s ním v některých bodech politické filozofie.
Mencius chápe lidskou přirozenost jako vrozené dobro. Člověk je dobrý, má čtyři vrozené vlastnosti - pocit solidarity, pocit hanby, skromnost a schopnost odlišovat pravdu od lži. Projevem dobré přirozenosti člověka je jeho svědomí. Avšak nedokonalost společenského pořádku a omyly vládců dokážou člověka zkazit. Proto Mencius podrobuje politickou kulturu čínských zemí silné kritice. Avšak i mimo nápravy společenského zřízen musí člověk sám odhalovat svoje schopnosti, aby našel příčiny neúspěchu a zla. Jako řešení nepříznivé politické situace, která kazí mravní charakter člověka, Mencius schvaluje právo lidu na svrhnutí vládce, který není mravním ideálem a vzorem. Avšaki on se drží přísného pacifismu, jako jeho mistr Konfucius a odmítá válku. V této souvislosti je vhodné připomenout, že vůbec všechny tyto čínské filozofie přetransformované na náboženství jsou v zásadě mírumilovné a tolerantní.

#### Konfuciův žák Sün-c'
Sün-c' (355 – 288 př. n. l.) v hodnocení lidské povahy má opačný názor jako jeho současník Mencius. Tvrdí, že přirozenost člověka je zlá, a proto je nutné člověka vychovávat. Všechno, co je v člověku dobré, je pouze vypěstované.

### Lao-c'

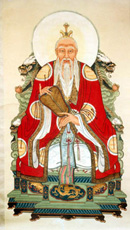
Lao-c'

Historická autenticita Lao-c'a, jakožto zakladatele taoismu je sporná, přičemž čínská tradice zmiňuje jako zakladatele taosismu více mistrů. Podle tradice se samotný Lao-c' narodil v 6. století př. n. l. Byl tak současníkem Konfucia, se kterým se údajně i jednou setkal. Přestože není u taoismu jistý zakladatel, původní literární zpracování taoistických myšlenek přisuzujeme právě Lao-c'ovi v podobě knihy Tao-te-ťing – Kniha o cestě a ctnosti. Ta v 81 kapitolách obsahuje jeho metafyzické, etické a politické názory.
Charakter čínského jazyka umožňuje přisuzovat slovům mnoha významů ve vícero slovních druzích. Proto i tato základní myšlenka taoismu může mít metafyzický, etický i politický význam.

#### Tao jako princip
Tao z pohledu Lao-c'ovy metafyziky je neuchopitelný prazáklad světa. Je ničím nepodmíněnou věčnou mírou všeho, jakýmsi absolutnem. Čínský znak pro tao symbolizuje ustavičný koloběh vesmíru, kruh nebes a Země. Tao nepodléhá změně, ani pohybu, ale je původcem změn a pohybů. Je to v pravém smyslu slova princip existence jsoucna.

#### Tao jako cesta
Tao v etickém smyslu je cestou souladu vlastního já s věčným principem. Soulad se stává harmonií – harmonií já s tao. Úsilí o pravý střed, pokoj a dokonalé vnitřní vyrovnání se stává typickým rysem čínské filozofie, kterého se však na rozdíl od indické filozofie nedosahuje askezí nebo odvrácením se od světa, ale prostotou své mysli a pokojným hledáním svého osudu - své cesty tao.
Prostota se vyznačuje odmítnutím ctižádostivosti. Praktické taoistické etice dominuje láska k bližnímu, nevyjímající ani nepřátele, čím se naskýtá paralela s křesťanstvím.
Cesta tao přechází skrze ticho a pokojné pozorování přírodních jevů, přičemž jejím cílem je osvícení. Osvícený člověk se vrací k dětské jednoduchosti. Kdo se vzdá sebe sama, koná skutky, které jsou v souladu s tao, s tao splývá a získává nesmrtelnost. Je vyrovnaný, povznesený a svobodný. Jeho nitro se stává posvátným místem.

#### Společnost v taoismu
I Lao-c' věří, že by vládce měl být pro svůj lid ctnostným vzorem. Avšak mravní ideál se nedosahuje učeností, jako v konfucianismu, ale prostotou a jednoduchostí. Vládce má být moudrým vůdcem, který šíří vládu tao v celé říši, protože, kde panuje tao, tam vládne mír.

### Mocius
Mohismus je třetím velkým filozofickým systémem starověké Číny. Jeho název odvozujeme od filozofa Mociuse (Mo-c'; 500–396 př. n. l., podle jiných zdrojů přibližně 479–381 př. n. l.).
Mohismus je praktickou filozofií zaměřenou na prospěch (princip pragmatismu) pro obyvatele státu a jednotlivce. Každou teorii a každé praktické opatření je třeba budovat podle toho, zda napomáhá blahobytu a populačnímu růstu. Z toho vyplynul mimořádně silný odpor vůči válce, který vedl až k odzbrojovacím kampaním. Hlavním mottem mohismu je: „Napomáhat všeobecnému blahu a bojovat proti zlu.“
Mohismus zdůrazňuje při vytváření filozofie její podrobení praktické životní zkušenosti. Teorie musí:
1. mít prověřený základ, či je v souladu s harmonií nebes a starých vládců
2. být ověřená zkušeností
3. být aplikovatelná

Pozoruhodný se však opět stává fenomén lásky k bližnímu, který najdeme i v myšlení Mociuse. Jedná se o všeobecnou lásku k lidem, kdy zacházíme s druhými jako se sebou samým. To má být zárukou všeobecného blahobytu.
Mocius o mnoho horlivější než Konfucius podporoval tradiční čínské náboženství.

## Středověká čínská filozofie
Čínský středověk bývá označovaný jako temný věk čínské filozofie. Konfucianismus zkostnatěl ve státní kult, taoismus propadl alchymii a pověrčivosti. Význam Knihy proměn se omezil na věštění. Mohismus na začátku čínského středověku nepřežil těžké pronásledování a jeho písemnosti byly zničeny. Konfucianismus a taoismus se tak stávají dominantními filozofiemi (náboženstvími), ke kterým se v tomto období přidružuje nový fenomén z Indie – buddhismus.

### Wang Čhung
Wang Čchung žil v 1. století našeho letopočtu. Ostře kritizoval pověrčivý a zkostnatělý dogmatismus konfucianismu ve středověké Číně. Nesouhlasil s tím, aby se čínská tradice a čínské tradiční náboženství vyzdvihovalo nad čínskou současnost. Chtěl tak uvolnit cestu novému vývoji. Wang Čchung též podněcoval ke svobodnému politickému myšlení. Dogmatismus konfucianismu se mu však přese všechno nepodařilo prolomit

### Jin a Jang

Jin a Jang

Učení o Jin a Jang se nachází už v konfuciánské Knize proměn. Tato kniha dosáhla ve středověké Číně velké vážnosti, a to umožnilo, aby se učení o jin a jang stalo ústředním ideovým základem pro celou čínskou středověkou filozofii. Tento základ se stal půdou, na které se střetaly a vzájemně ovlivňovaly doteď i úplně protikladné filozofické školy jako konfucianismus a taoismus.
Jin a jang se stalo středem výkladu světa. Celé učení spočívá v myšlence, že ve všem, co existuje, působí dva protikladné principy – princip mužský, aktivní a světlý (jang) a princip ženský, pasivní a tmavý (jin).

### Buddhismus v Číně

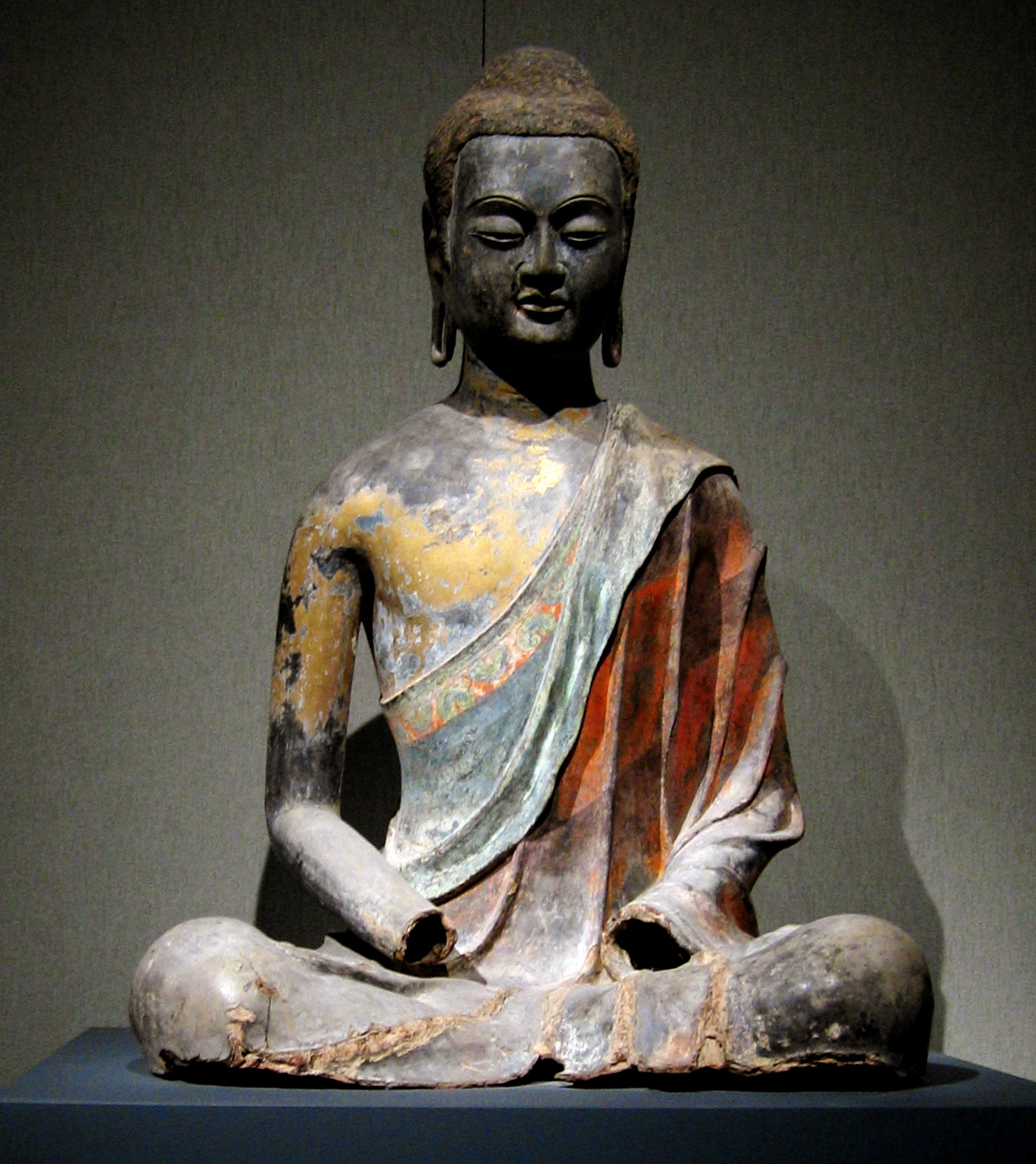
Sedící Buddha

Buddhismus pronikl do Číny z Indie v 1. století našeho letopočtu za císaře Ming-tia. Tento císař sám na základě snu povolal do země buddhistické mnichy, kteří byli často i pronásledováni, ale jejich počet stále rostl. Díky překladům indických děl do čínštiny se zachránilo nejedno buddhistické dílo.
Nakonec buddhismus za specifických podmínek prorostl do čínské kultury. Těmito specifickými podmínkami jsou především prvky čínského národního charakteru, který vždy inklinoval ke zlatému středu, pokoji a vyrovnanosti. Proto se v Číně neujaly ty buddhistické školy, které prosazovaly extrémy a krajní řešení. A tak nás nepřekvapí vznik zenového buddhismu, jako zvláštního čínského výtvoru, který zlatý střed přijímá do své teorie.
Buddhismus je dnes pevnou součástí nejenom indické, ale i čínské národní kultury.

## Neokonfucianismus
Stejně tak jako v Indii znamenal nástup neortodoxních systémů v souvislosti s brahmanským náboženstvím ostrou konfrontaci, která znamenala nakonec jeho posilnění, tak i v Číně nástup buddhismu vyvolal filozofickou polemiku s konfucianismem. Konfucianismus reagoval na buddhismus rozhodným protiúderem, na jehož počátku stojí ostrá kritika, přičemž se nevyhýbá ani rozvíjení vlastního jádra, které trvá až do 20. století. Tak se otevřela nová éra čínské filozofie, reprezentovaná tzv. neokonfucianismem, která začíná koncem čínského středověku okolo roku 1000 a končí čínskou revolucí roku 1911.
V argumentaci neokonfucianismu proti buddhismu dominuje zakořeněný čínský názor na člověka, který je pevně začleněný do přírodního i společenského prostředí a jeho úlohy se realizují zde v tomto životě.

### Ču Si (1130-1200)
Ču Si je nejvýznamnější filozof neokonfucianismu. Jeho bohatý myšlenkový systém, ve kterém přepracoval starou konfuciánskou tradici, je významem porovnatelným s dílem Tomáše Akvinského v Evropě.
Ču Si rozvijí teorii o dvou protikladných principech - univerzálního světového rozumu versus hmota. Tento protiklad je totožný s protikladem jin a jang. Rozum však nikdy nebo od hmoty oddělený. Vzhledem na jevy je rozum stále nejvyšší fenoménem a byl dříve než hmota.
Jinými filozofy neokonfucianismu byli:
1. Wang Jang-ming (1473–1529
2. Taj Tung-jüan (1723–1777)

## Základní rysy čínské filozofie
Filozofie staré Číny (Čína do revoluce v roce 1911) nabývala v průběhu dějin velmi specifických rysů, které ji do značné míry vyznačují. Za základní motiv filozofického myšlení Číňanů je možné považovat úsilí o harmonii a rovnováhu spojenou s tímto „pozemským“ životem. Číňané neradi myšlenkově experimentují s posmrtným životem. Díky tomu se dopracovali k myšlence souladu člověka s prostředím, které ho obklopuje tady na světě, obzvláště pak s přírodou v případě Lao-c'a. Úsilí o harmonii a zlatý střed odvádí čínský filozofický svět od všech extrémů, které jsou tak typické pro indickou filozofii. Protiklady jsou z vyššího hlediska pevně sjednocované, přičemž Číňané mají stálý zvyk pozorovat ve všech protikladech působení aktivního a pasivního principu (Jin a Jang).
S tendencí nevylučovat protiklady a snažit se o jejich syntézu souvisí pozoruhodná tolerance čínského myšlení. Západnímu světu se může v některých reáliích jevit přímo jako nepochopitelná. Konfucianismus, taoismus a buddhismus mezi sebou myšlenkově zápasily, avšak až na malé výjimky nikdy nedocházelo k fyzickému, násilnému, útlaku jednoho náboženství (filozofie) druhým. Tato vzájemná tolerance byla možná i díky tomu, že čínské obyvatelstvo nevyznávalo žádné určité náboženství. Lid vyhledával podle potřeby či záliby kněze jednoho, či druhého kultu. Čínské myšlení je tak možné skutečně spojit se světským charakterem, přičemž jeho těžiště je situované přímo zde na Zemi.
Čínskou filozofii charakterizuje též humanismus, který prosazuje do ústředního zájmu myslitelů člověka a jeho soulad s přírodou, anebo v případě konfucianismu se tento humanismus projevuje jako zájem čínského filozofa o plné rozvíjení člověka samého.
Poslední základní rys myšlení staré Číny spočívá v konstatování, že čínská filozofie je v podstatě etikou, protože jako svůj konečný cíl vidí návod ke správnému chování a konání.

## Závěr
Poznání čínské filozofie, jako i celé čínské kultury, proniklo do Evropy poměrně pozdě. Známá je cesta benátských kupců s Marcem Polem, ke konci 13. století, kteří se dostali až na dvůr čínského císaře. Jejich zprávy o překvapující, vzdálené říši, však byly považované za výmysly. Prvním významným evropským myslitelem, který pochopil velikost a kulturní vyspělost Číny byl Leibniz. Důkladnější znalost čínského filozofického myšlení se v Evropě datuje až k 18. století a ke jménům jako Diderot, Voltaire nebo Goethe. V současné české literatuře specifika čínské filozofie fundovaně popisuje a vykládá Oldřich Král v knize "Čínská filosofie pohled z dějin".
Zvláštností čínského filozofického ducha ve specifické, jemu vlastní geografické, dlouhodobé izolaci, vytvořily pozoruhodnou a tolerantní kulturu, která dokáže konkurovat svou starobylostí, umění, moudrostí i politikou celému západnímu světu. Na tomto kulturním díle se rozhodujícím způsobem podíleli myslitelé, jejichž díla působí až na práh současnosti.